# Silkwood
Silkwood (bra: Silkwood - O Retrato de uma Coragem; prt: Reação em Cadeia) é um filme de drama estadunidense de 1983 dirigido por Mike Nichols. O roteiro escrito por Nora Ephron e Alice Arlen foi inspirado na vida de Karen Silkwood. Silkwood foi uma denunciante nuclear e uma ativista sindical que morreu em um suspeito acidente de carro enquanto investigava alegadas irregularidades na fábrica de plutônio Kerr-McGee onde ela trabalhava. Na vida real, sua morte foi justificada em uma vitoriosa ação judicial em 1979, Silkwood v. Kerr-McGee, liderada pelo advogado Daniel Sheehan e outros membros fundadores do Christic Institute. O júri emitiu o seu veredicto de $10 milhões de indenização a ser pago para os herdeiros de Silkwood (seus filhos), a maior quantidade de danos já concedidos para esse tipo de caso no momento. Os Silkwood finalmente resolveram o caso e ganharam $1,3 milhões. O filme é protagonizado por Meryl Streep junto a Kurt Russell, Cher, Craig T. Nelson, David Strathairn, Bruce McGill, Diana Scarwid, Ron Silver, Susie Bond e Fred Ward. O filme recebeu críticas muito positivas e foi nomeado para cinco prêmios Oscar.

## Sinopse
Karen Silkwood trabalha em uma fábrica de preparação de combustível nuclear da empresa Kerr-McGee perto de Crescent (Oklahoma). Trabalha na preparação de barras de combustível de plutônio para reatores nucleares. Pertence a um sindicato.
Silkwood acredita que os gerentes falsificam informações de segurança e arriscam o bem estar dos funcionários. Karen consulta o sindicato sobre suas preocupações. Viaja a Washington, D.C. para testemunhar perante a Comissão de Energia Atômica dos Estados Unidos.
Silkwood se contamina com plutônio. Também descobre que os negativos das radiografias com raios X das barras de combustível nuclear haviam sido retocadas e que os registros das medidas de segurança inadequadas haviam sido alteradas. Decide levar uma investigação por sua conta. Quando acredita que tenha reunido documentação suficiente, contacta com um jornalista do New York Times. Finalmente Silkwood morre em um acidente de automóvel enquanto participava de uma reunião com o namorado, o jornalista e um dirigente sindical. Acredita-se que ela estava carregando documentos que comprovaram as alegadas falsificações de controle de qualidade de barras de combustível nuclear.

## Elenco principal
- Meryl Streep ... Karen Silkwood
- Kurt Russell ... Drew Stephens
- Cher ... Dolly Pelliker
- Craig T. Nelson ... Winston
- Fred Ward ... Morgan
- Ron Silver ... Paul Stone
- David Strathairn ... Wesley
- Richard Hamilton ... Georgie
- M. Emmet Walsh ... Walt Yarborough
- Diana Scarwid ... Angela
- J.C. Quinn ... Curtis Schultz
- Kent Broadhurst ... Carl
- Les Lannom ... Jimmy
- Charles Hallahan ... Earl Lapin
- Josef Sommer ... Max Richter
- Sudie Bond ... Thelma Rice
- Henderson Forsythe ... Quincy Bissell
- E. Katherine Kerr ... Gilda Schultz
- Bruce McGill ... Mace Hurley
- Ray Baker ... Pete Dawson
- Bill Cobbs ... Man in Lunchroom
- Norman Colvin ... Zachary
- Haskell Craver ... Ham
- Gary Grubbs ... Randy Fox
- Betty Harper ... May Bissell
- Tess Harper ... Linda Dawson
- Will Patton ... Joe
- Vern Porter ... Bill Charlton
- Christopher Saylors ... Buddy

## Caso similar
Um caso similar ocorreu na Unidade de Radiofarmácia do Serviço de Medicina Nuclear do Hospital Son Dureta em Palma de Mallorca (Espanha). Durante três semanas em setembro de 2010 se omitiram os controles de qualidade de fármacos radiativos tecneciados usados para cintilografias. Ele terminou em uma denúncia e em novembro de 2011 foi realizada na Unidade de Radiofarmácia uma inspeção do Serviço de segurança nuclear de Baleares. Não foi coloca qualquer sanção. Além disso, é possível que haviam repetido omissões semelhantes.

## Prêmios e indicações
- Oscar de melhor atriz (Meryl Streep, nomeada)
- Oscar de melhor atriz coadjuvante (Cher, nomeada)
- Oscar de melhor diretor (Mike Nichols, nomeado)
- Oscar de melhor roteiro original (Nora Ephron e Alice Alren, nomeado)
- Oscar de melhor edição (Sam O'Steen, nomeado)
- BAFTA de melhor atriz em cinema (Meryl Streep, nomeada)
- BAFTA de melhor atriz coadjuvante em cinema (Cher, nomeada)
- Globo de Ouro de melhor atriz coadjuvante em cinema (Cher, ganhadora)
- Globo de Ouro de melhor filme dramático (nomeado)
- Globo de Ouro de melhor atriz em filme dramático (Meryl Streep, nomeada)
- Globo de Ouro de melhor ator coadjuvante em cinema (Kurt Russell, nomeado)
- Globo de Ouro de melhor direção (Mike Nichols, nomeado)
- Prêmio do Círculo de Críticos de Cinema da Cidade de Kansas a Melhor Atriz (Meryl Streep, ganhadora)
- Associação de Escritores dos Estados Unidos para o Melhor Roteiro Original (Nora Ephron e Alice Arlen, nomeadas)

Listas do American Film Institute
- 100 Anos... 100 Herois e Vilões:
  - Karen Silkwood – #47 Heroína
- AFI's 100 Years...100 Thrills – Nomeado
- 100 Anos... 100 Canções:
  - "Amazing Grace" – Nomeado
- 100 Anos... 100 Vivas – #66

## Bilheteria
O filme estreou em 257 cinemas nos Estados Unidos em 14 de dezembro de 1983, e arrecadou $1,218,322 em sua semana de estreia, ocupando o #12 na bilheteria. Com a sua sétima semana de lançamento que tinha expandido para 816 cinemas e atingiu o #1. Ele finalmente ganhou $35,615,609 nos EUA.